# Agrionympha jansella
Agrionympha jansella là một loài bướm đêm thuộc họ Micropterigidae. Nó được Gibbs miêu tả năm 2011. Nó được tìm thấy ở Nam Phi, ở đó nó chỉ được biết tại thác Karkloof ở mũi Đông
Chiều dài cánh trước khoảng 3.2 mm đối với con cái.

## Tên gọi
Loài này được đặt tên theo Anthonie Johannes Theodorus Janse, người phát hiện sự tồn tại của loài micropterigids ở miền nam châu Phi khi ông thu thập Agrionympha pseliacma ở cùng vùng với as A. jansella (Thác Karkloof) năm 1917.